# Grumăzești
Grumăzești es una comuna ubicada en el distrito de Neamț, Rumania.

## Superficie
Posee una superficie de 39,80 kilómetros cuadrados.

## Demografía
Hasta 2021 la población era de 5295 habitantes, con una densidad de población de 133,0 habitantes por kilómetro cuadrado.